# Rigobert Tamwa
Rigobert Tamwa également connu sous le nom d'Eshu, né à Melong II est un acteur, réalisateur, scénariste, producteur de cinéma et styliste camerounais.

## Biographie

### Enfance, formation et débuts
Rigobert Tamwa est né à Melong II. Originaire de Bahouan dans la région de l'Ouest, il fait ses études primaires et secondaires dans la ville de Yaoundé. Il est titulaire d'un diplôme de conseiller de jeunesse et d'animation obtenu à l'INJS,.

### Carrière
Rigobert Tamwa fait ses débuts sur la scène au lycée de Biyem-assi. Il joue en 1998 dans le théâtre Just for fun, une émission d'humour diffusée sur la chaîne nationale CRTV. Après l'obtention de son baccalauréat, il se fait remarquer par l'institut Goethe de Yaoundé. Il devient membre de la compagnie théâtrale Looobhy et la compagnie « Un Excursus » avec laquelle il joue en France.
Eshu encadre plusieurs jeunes camerounais dans les métiers du cinéma dont le réalisateur Benjamin Eyaga.
Eshu est réalisateur de cinéma,.
Eshu est également styliste et créateur de mode,.
Entre 2019 et 2022, il  joue le rôle de de M. Mbarga aux côtés de Rachel Nkontieu dans les trois saisons de la séries à succès Madame.. Monsieur d'Ebenezer Kepombia.

## Filmographie

### Films
| Année | Titre                    | Réalisateur             |
| ----- | ------------------------ | ----------------------- |
| 2019  | Angles                   | Frank Thierry Léa Malle |
| 2009  | Dans l'ombre d'une autre | Francine Kemegni        |
| 2009  | Tout ça pour ça          | Eshu Rigobert Tamwa     |

### Séries
| Année | Séries          | Rôle       |
| ----- | --------------- | ---------- |
| 1998  | Just for fun    | Eshu       |
| 2016  | Ndem du takesh  | Eshu       |
| 2020  | Madame Monsieur | M. Mbarga, |

## Distinctions
- 2021: nommé aux Sotigui Awards dans la catégorie Meilleure interprétation masculine africaine dans une série tv en Afrique[17]
- 2021: prix meilleure interprétation masculine africaine dans une série tv[18]
- 2021: prix meilleur comédien au Canal 2'Or[19]